# Поглощающий аппарат

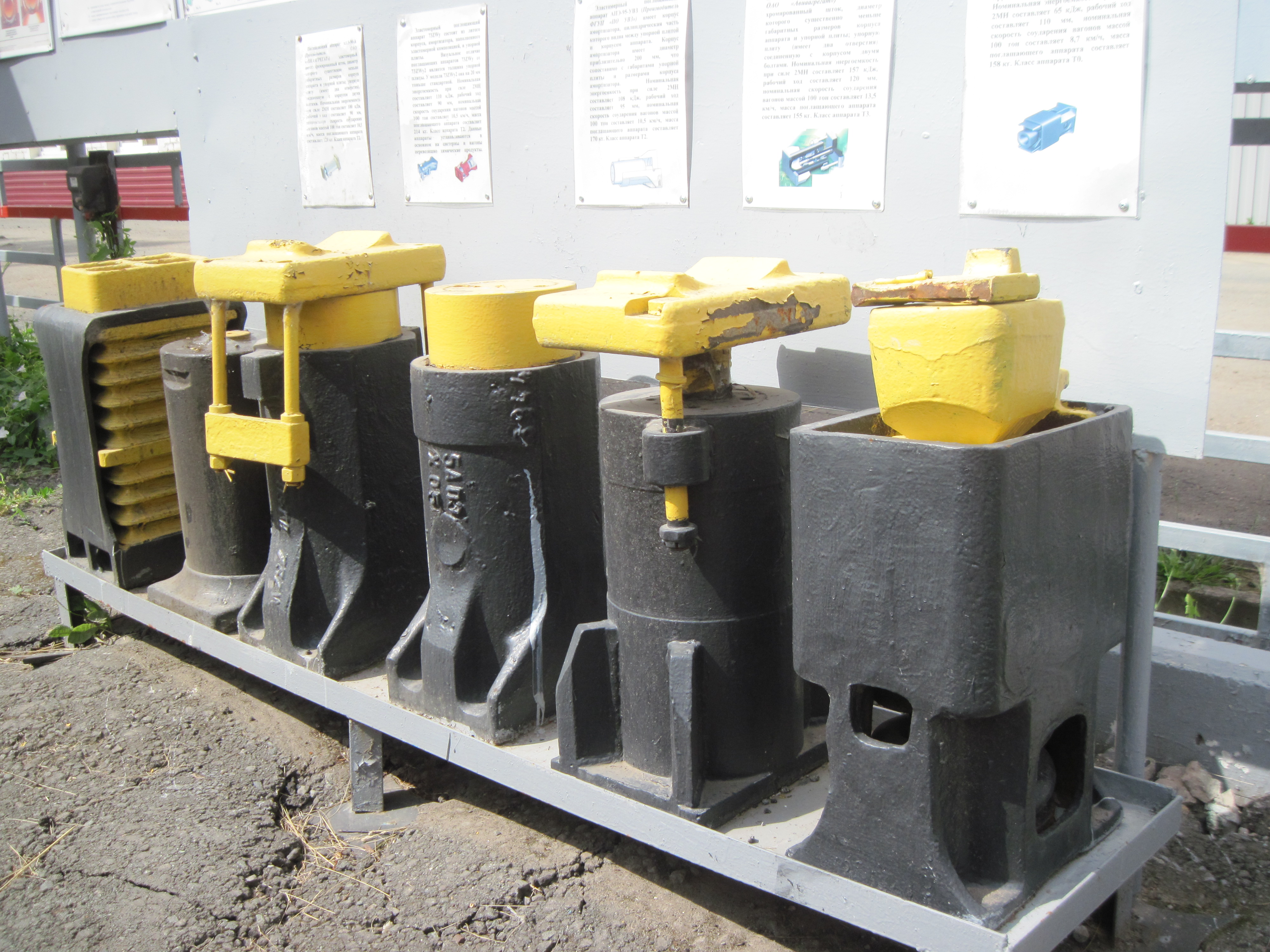
Поглощающие аппараты различных конструкций.

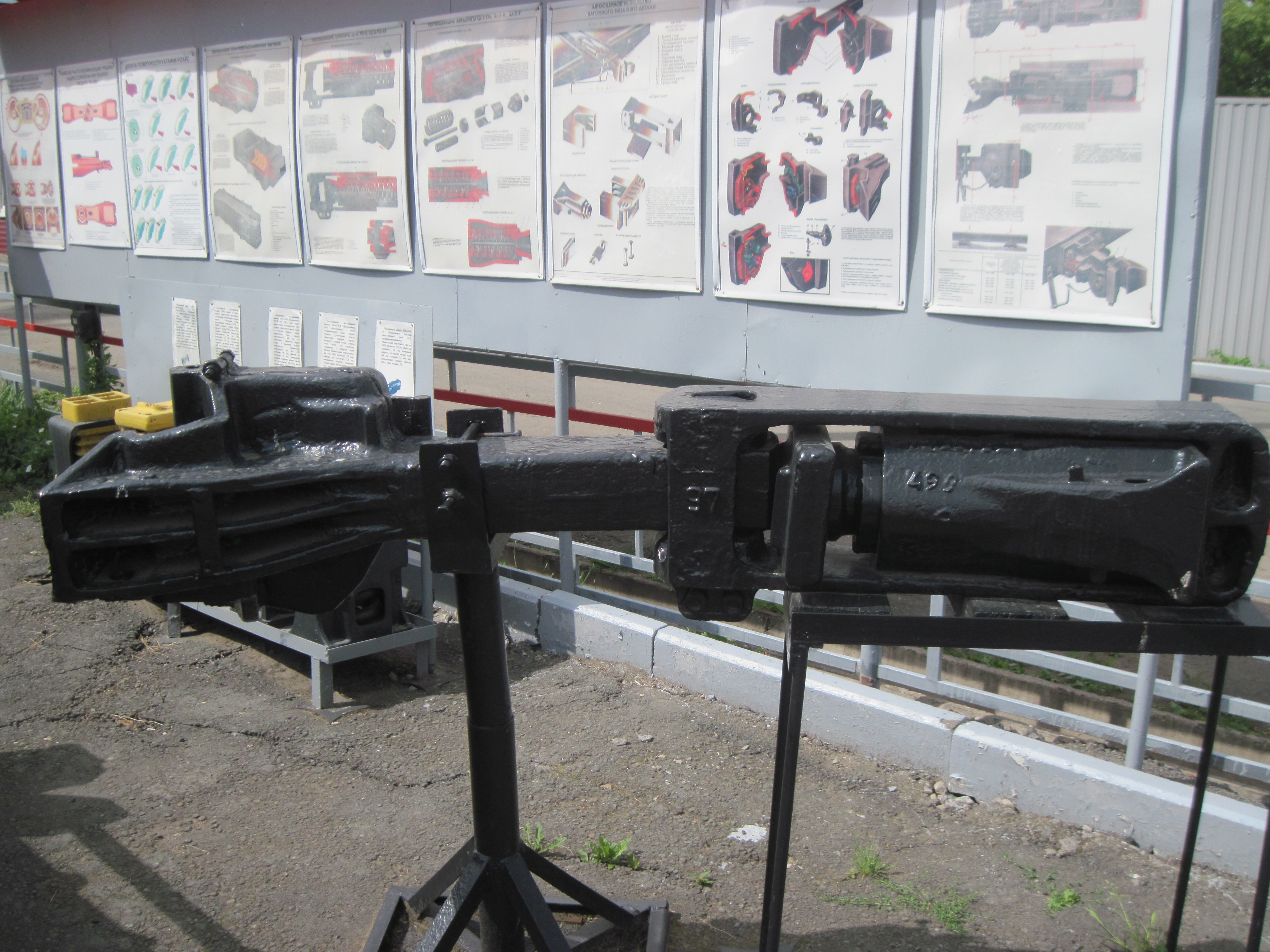
Автосцепка с поглощающим аппаратом.

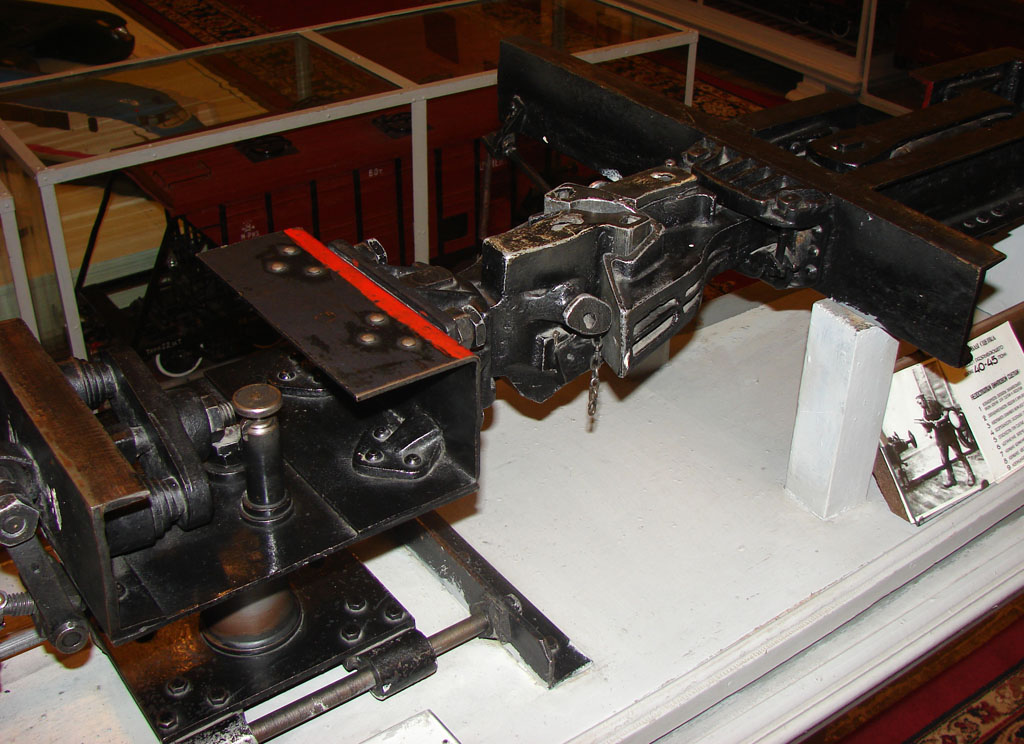
Модель автосцепки СА-3 с поглощающим аппаратом

Поглощающий аппарат — компонент автосцепного устройства, служащий для поглощения (демпфирования) основной части энергии удара, а также для снижения продольных растягивающих и сжимающих усилий, передающихся через автосцепку на раму рельсового подвижного состава (вагон, локомотив). Выполняет функцию буферов, но размещён внутри рамы. Усилия от автосцепки передаются через специальный тяговый хомут, благодаря которому поглощающий аппарат постоянно работает на сжатие.
Ввиду высоких воспринимаемых усилий при небольшом ходе автосцепки, поглощающий аппарат должен иметь высокую поглощающую способность (от нескольких десятков кДж), но при этом быть относительно компактным. Различают поглощающие аппараты, как правило, по типу рабочего тела. Наибольшее распространение получили пружинно-фрикционные поглощающие аппараты, в которых энергия гасится за счёт сильных пружин и фрикционных клиньев. Такие аппараты по конструкции относительно просты, что позволяет их выпускать целому ряду заводов, и довольно дёшевы (например в России на начало 2009 года цена подобного аппарата составляла 9000—11000 руб). Однако при этом энергоёмкость таких аппаратов значительно ниже, чем у остальных, в связи с чем их применяют, как правило, на грузовых вагонах. На пассажирских вагонах получили применение резинометаллические поглощающие аппараты. В них рабочим телом является резиновые секции, между которыми помещены металлические пластины, которые служат для предотвращения смещения резиновых секций при сжатии. Такие аппараты при весьма небольшом ходе имеют весьма высокую энергоёмкость, что позволяет их применять на пассажирских вагонах и МВПС (на электро- и дизель-поездах).
Помимо указанных конструкций могут встречаться и другие. Так в 1960—1980 гг. в ряде стран (в том числе и СССР) активно проводились опыты с пневматическими, гидравлическими и пневмо-гидравлическими поглощающими аппаратами. Однако нет никаких данных об успешной эксплуатации аппаратов данных конструкций на железнодорожном транспорте.
Поглощающие аппараты грузовых вагонов стран бывшего СССР подразделяются на четыре класса: Т0, Т1, Т2 и Т3.